# Turnov
Turnov (německy Turnau) je město v okrese Semily v Libereckém kraji. Nachází se v Jičínské pahorkatině při jihozápadním úpatí Ještědsko-kozákovského hřbetu, na okraji chráněné krajinné oblasti Český ráj. Město se skládá z pěti katastrálních území, která jsou rozdělena do třinácti evidenčních částí obce. Včetně všech částí v něm žije přibližně 15 tisíc obyvatel. Městem protéká řeka Jizera.

## Historie

### Turnovsko v pravěku
Počátek trvalého osídlení oblasti Turnovska sahá do konce starší doby kamenné (10 000 př. n. l.), jak dokládá nález štípaných nástrojů z blízkých Přepeř. Nejstarší stopy osdílení byly nalezeny v Jislově jeskyni v Klokočských skalách (50 000 př. n. l.).[zdroj?]
K výraznějšímu osídlení dochází kolem poloviny 5. tisíciletí př. n. l., kdy přichází vlna neolitických „prvních zemědělců“, nositelů kultury s lineární keramikou. Hlavní osou osídlení byla řeka Jizera. Základní surovinou pro broušenou industrii byl fylit. Oblast je spojena obchodními stezkami s Lužicí a severním podhůřím Krkonoš. Stará osada stála na levém břehu Jizery na jihu města (nálezy z roku 1906 a průzkum roku 1999). Další osady byly v oblasti Nudvojovic a Přepeř na protilehlém břehu řeky. Současně jsou osídleny i jeskyně v okolí.
Kulturu s lineární keramikou vystřídala kultura s vypíchanou keramikou a na přechodu do eneolitu nalézáme keramiku lengyelské kultury, původem z jihovýchodu. V pozdní době kamenné, eneolitu (asi 4000–2000 př. n. l. se začalo pro výrobu nástrojů užívat masově kozákovských polodrahokamů. Na svazích Kozákova byly nalezeny doklady o dílnách na jejich hrubé zpracování (Babí a Kudrnáčova pec). Během eneolitu se na Turnovsku vystřídala kultura nálevkovitých pohárů, kultura kanelované keramiky a kultura se šňůrovou keramikou.
V mladší a pozdní době bronzové (1200–900 př. n. l.) zde žil lid popelnicových polí, archeologie dokládá dosti husté osídlení zvláště v době lužické kultury. Sídliště na území města Turnova byla zjištěna i z kultury slezskoplatěnické (9.–4. století př. n. l.) a halštatské. Lid popelnicových polí neodolal nakonec vpádu Keltů, ale v době od počátku letopočtu jsou archeologické nálezy spíše ojedinělé. Osada na jižním okraji města zanikla na přelomu 2. a 3. století. Také následující období stěhování národů je v Turnově doloženo pouze náhodnými nálezy.

### Počátky města

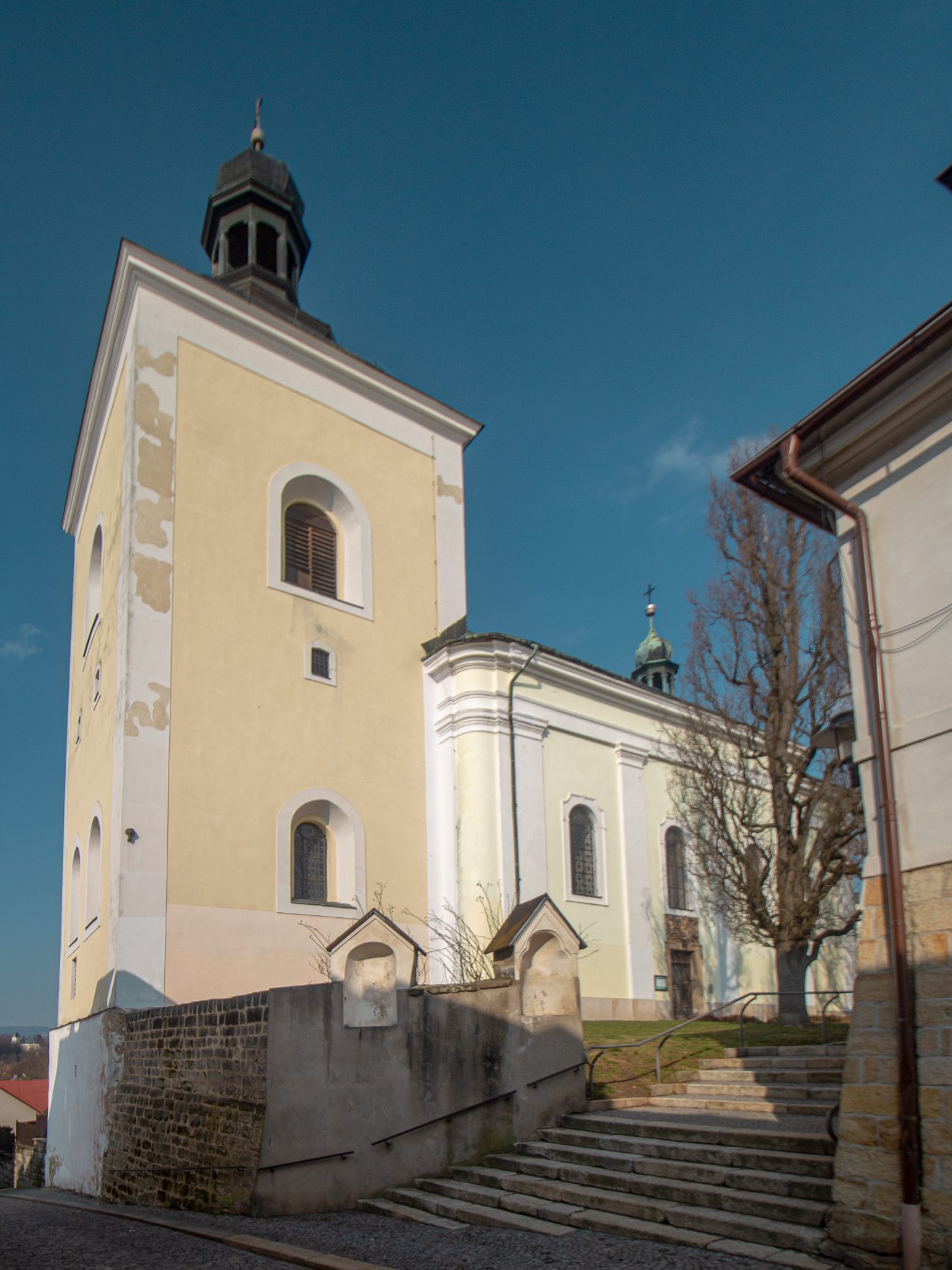
Původně gotický kostel svatého Mikuláše

Počátky města Turnova spadají do 13. století a jsou spojeny s předním českým rodem Markvarticů. Přemyslovci vybudovali v Mladé Boleslavi jedno ze svých center, odkud mohly šlechtické rody kolonizovat hospodářsky nadějné okolí. První zmínka o Turnovsku je z roku 1238, kdy král Václav I. vydal listinu, na níž je ověřující podpis Jaroslava z Hruštice, který 1262 působil jako hradní správce v Mladé Boleslavi.
Až do osmdesátých let 20. století se vedly spory o tom, zda se Jaroslavův přídomek skutečně vztahuje k východnímu návrší nad městem s kostelem svatého Matěje. Bylo jen jisté, že osamělý farní kostel musel vzniknout před založením blízkého města. Skrývka před rozsáhlou rodinnou zástavbou skutečně odkryla nálezy z první poloviny 13. století. Pod Hrušticí stálo tehdy sídliště v prostoru mezi ústími Stebeňky a Libuňky do Jizery. Třetím sídlištěm byly Nudvojovice s kostelem svatého Jana Křtitele z druhé třetiny 13. století, nejstarší stavební památka na Turnovsku.
Kolem poloviny 13. století však vzniká uprostřed trojúhelníku zmíněných sídlišť poddanské město Turnov. První zmínka o něm je z roku 1272, kdy se mezi Markvartici objevuje jméno Jaroslava z Turnova. Listina sedleckého opata z roku 1277 mluví o Waltherovi de Turnow, kolínském měšťanovi. Jméno současně svědčí o přílivu německé kolonizační vlny do oblasti. Snad k roku 1252 lze řadit založení kláštera dominikánů, není zatím doložen archeologicky.

### Turnov ve středověku

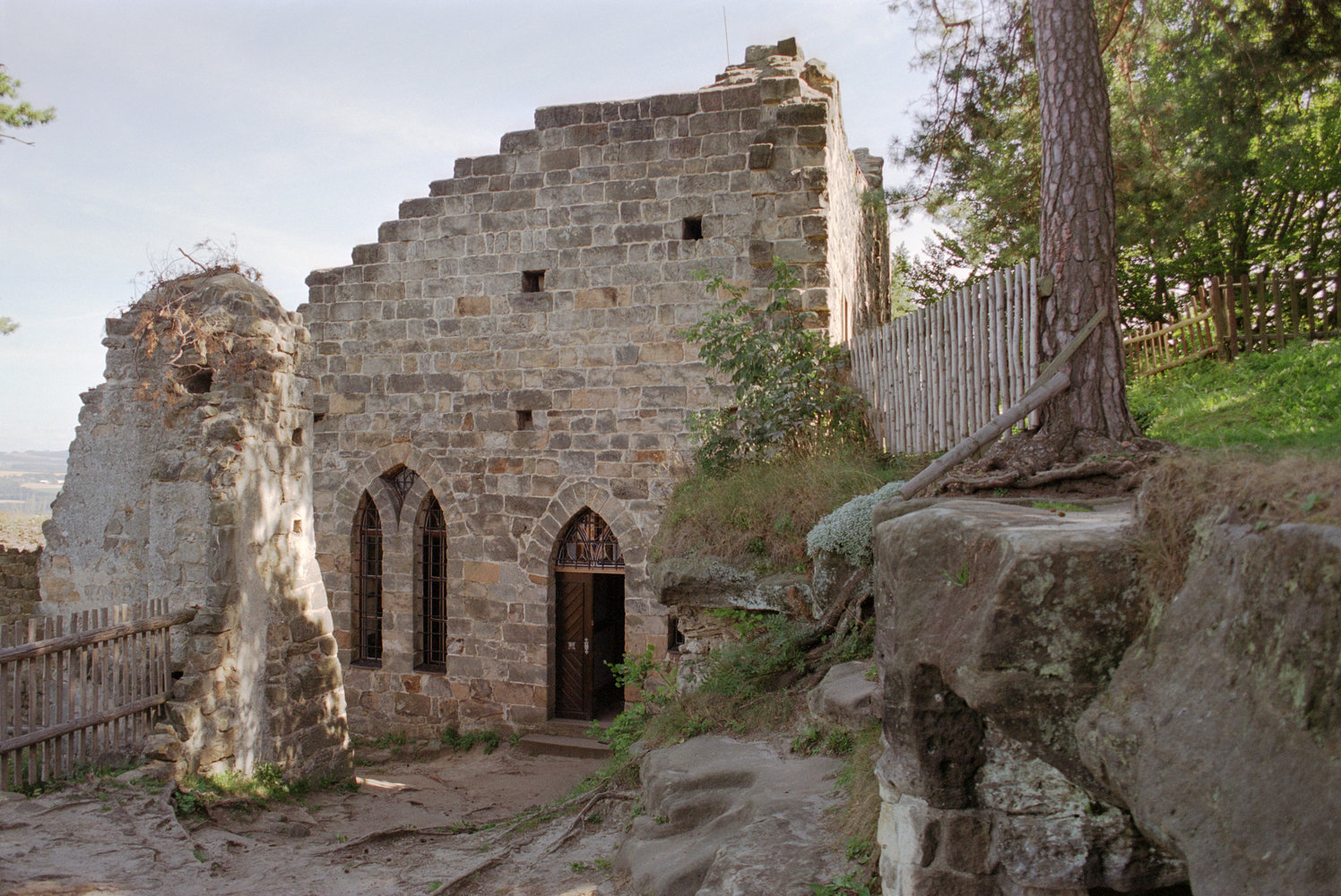
Zřícenina hradu Valdštejn

Roku 1238 zmíněný Jaroslav z Hruštice získal území pozdějšího Turnova a on nebo jeho syn Zdeněk vybudovali hrad Valdštejn, po němž začali užívat rodové jméno. Jaroslavův bratr Havel si vytvořil své sídlo na Lemberku poblíž lužických hranic. Jaroslav a Havel kolem poloviny 13. století založili na hranici svých panství město Turnov. Havlův vnuk Havel Ryba postavil nad pravým břehem Jizery hrad Rohozec. Tím bylo město rozděleno mezi Lemberky (Rohozec) a Valdštejny.
V roce 1356 Lemberky na Rohozci vystřídal Půta z Turgova a od něho koupili panství Vartenberkové. Také valdštejnskou část města s panstvím získala jedna z větví Vartenberků. Dvojvládí ztrpčovalo život ve správě města; městská rada měla dvanáct členů, po šesti z každé části města. Život a rozkvět města závisel na vzájemných vztazích jeho majitelů. Obyvatelé se v té době věnovali kromě řemesel i práci na svých polích v obvodu města. Kromě běžných řemesel (soukeníci, pláteníci, mlynáři, pekaři, řezníci, sladovníci aj.) zde kvetlo snad poprvé v Čechách (1335) perníkářství.
Život města byl ovlivňován jeho polohou na obchodní cestě do Žitavy a působením dominikánského kláštera. Většina šlechty byla katolická, husitské ideje nenalezly větší odezvu, a to vedlo k útoku husitského vojska pod vedením Jana Žižky proti městu v roce 1424. Žižka dobyl Valdštejn, obsadil město a do základů vypálil klášter. Ani pak se husitská víra neujala a v době bitvy u Lipan se kněží navracejí do svých kostelů. Na Valdštejn se po opuštění husitskou posádkou vrací Jindřich z Vartenberka, ale 1438 své panství prodává Janu Čapkovi ze Sán. Statky kláštera odkoupil Heník Štěpanický z Valdštejna, pán Semil, který si založil své správní centrum na hradě Vranov (později Skály, nyní Malá Skála). Roku 1438 přikoupil i valdštejnskou část města.
Roku 1468 bylo město postiženo německým nájezdem svazu lužických měst. Než je vojsko Jiřího z Poděbrad u dnešního rybníka Žabakor v tzv. bitvě u Turnova porazilo, město i široké okolí bylo vypleněno. Posléze se poměry zklidňují. Noví majitelé Rohozce Krajířové z Krajku se snaží město hospodářsky povznést, zároveň byli známí svou podporou jednotě bratrské. I v Turnově byl založen její sbor a škola, na níž působili mj. biskup Jan Augusta nebo Jiří Izrael.
Mezi šlechtou se počíná ujímat snaha podporovat hospodaření měst, kterým jsou dávány mnohé výsady a svobody. Během první třetiny 16. století připadl postupně Valdštejn, Hrubá Skála i Rotštejn mocnému rodu Smiřických, v sousedství se vzmáhali Vartenberkové. Když Jan z Vartenberka roku 1538 přikoupil k Rohozci i panství Skalské (Malá Skála), dostal se Turnov poprvé pod správu jediného pána. Začala kvést nová řemesla – hornictví, sklářství, brusičství a barvířství. Existuje škola, činnost vyvíjí kostelní hudební literární bratrstvo.
Hospodářský rozkvět byl ukončen zhoubným požárem města 17. dubna 1538, který dokázal zničit převážnou část města. Když se pak 1547 Adam z Vartenberka připojil k neúspěšnému povstání české šlechty proti Habsburkům, připadl jeho majetek královské komoře. Ani rok 1555, kdy Adam vykoupil Rohozec a Skály zpět, už nezabránil úpadku vartenberského rodu. Turnovský majetek se začal opět dělit, nová panství Svijany a Přepeře získal Jáchym Ondřej Šlik.

### Třicetiletá válka a její následky
Rozmach města nastal na konci 16. století Albrecht Jan Smiřický získal od Šlika a Oty Jindřicha z Vartenberka zbývající části města. Všichni majitelé panství v okolí byli osobnostmi stavovského povstání. Smiřický zemřel před porážkou na Bílé hoře 1620, Šlik skončil na popravišti, odsouzeni byli i Vartenberkové. Po roce 1620 získal panství Smiřických i Vartenberků Albrecht z Valdštejna. Turnov se stal součástí Frýdlantského vévodství a byl spravován z Hrubé Skály. Po Albrechtově zavraždění prošly Turnovskem několikrát oddíly švédské, saské i císařské. Roku 1643 způsobili Švédové svou nedbalostí další ničivý požár.
Rohozecké panství prodal roku 1628 Albrecht z Valdštejna svému důstojníkovi Mikuláši Des Fours, město bylo válkou zbídačelé, vylidněné a z pohromy se vzpamatovávalo pomalu. Jen kamenářství, jehož počátky zaznamenáváme v 16. století se ke konci 17. století rozvíjí. Zdejší řemeslníci zpracovávají drahokamy z okolí i ze vzdálenějších míst.
Novým odvětvím se stává výroba skelné kompozice, napodobující drahé kameny. Od počátku 18. století se začínají rozvíjet obory související se stavebním rozvojem. Kromě základní školy ve středu města existovala i škola na Hruštici a vlastní školu měli i židé. Vzrůstající hospodářská síla měšťanů se projevuje požadavky k navracení bývalých svobod. Napětí se vystupňovalo po posledním velkém požáru města v dubnu 1707. Hrabě František Josef z Valdštejna nechal stěžovatele věznit a mučit a spor skončil roku 1714 jejich porážkou. Měšťané se stali prakticky nevolníky.

### Národní obrození
Hospodářská situace města se zhoršila ještě válkami o dědictví rakouské, až roku 1775 pod dojmem povstání nevolníků vrchnost vydala privilegium, zaručujícím Turnovanům osobní svobodu. Na konci 18. století měl Turnov 200 domů a přes dva tisíce obyvatel. Kamenářství se rozvíjí hlavně ve třicátých a čtyřicátých letech 19. století též díky obchodním aktivitám Františka Marka a Michala Kotlera v severní Evropě a v Rusku. Počet obyvatel města roste.
Sílící české povědomí vede k zájmu o národní jazyk. V Turnově přispěli k národnímu obrození především Václav Fortunát Durych, zakladatel slavistiky, přítel Josefa Dobrovského, a Antonín Marek, který se podílel na Jungmannově slovníku řadou nových slov. Pracemi jazykovými i beletrií byli známi František Jan a František Bohumil Tomsové, vlastenecké písně tvořil Václav Josef Picek-Podsvijanský (Čechy krásné, Čechy mé), jako básník a překladatel byl známý Václav Čeněk Bendl-Stránický, přítel Boženy Němcové, proslulým se stal cestovatel Čeněk Paclt.
Pro Turnov byl významným rok 1848 a především zrušení roboty. K 1. lednu skončilo spojení Turnova s vrchnostenským úřadem na Hrubé Skále. Turnov se stal sídlem soudního a posléze i politického okresu. Roku 1855 byl prvním starostou města zvolen Antonín Šlechta.

### Průmyslový a kulturní rozvoj

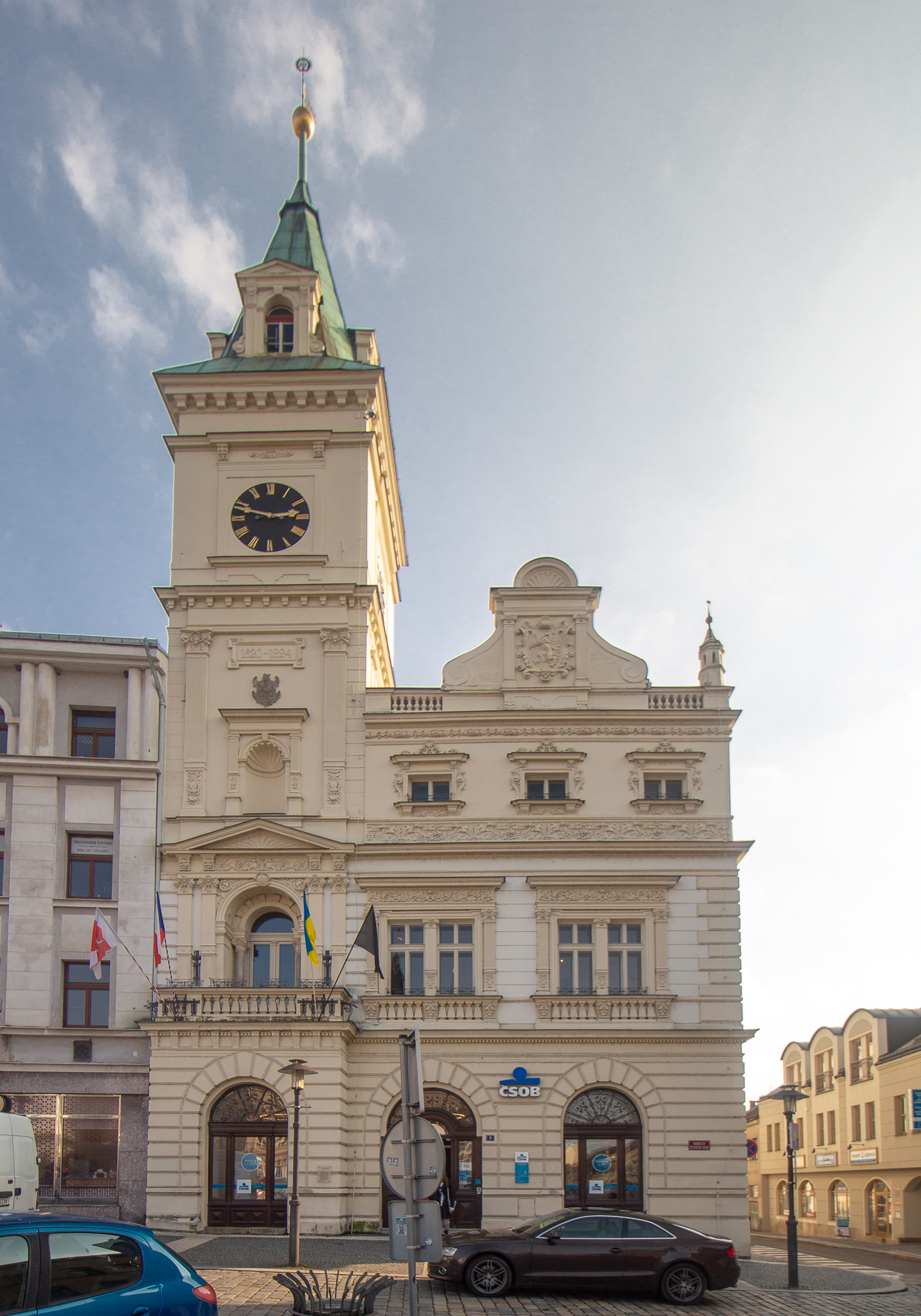
Novorenesanční radnice na náměstí Českého ráje

V druhé polovině 19. století se drobné a domácké dílny soustředily do průmyslových podniků. V osmdesátých letech existovala řada firem zabývajících se broušením drahých kamenů (F. Šlechta, F. Durych, Herman a Palma, závod Mayův a Krausův) nebo jejich imitací (F. Šlechta, J. Ouhrabka). Výchovou mladých se zabývala od roku 1869 průmyslová škola, v roce 1884 byla založena odborná škola pro broušení a rytí drahokamů, zlatnictví a klenotnictví (nynější SUPŠ a VOŠ).
1872 byla založena továrna na motouz a provaznické výrobky Fotr, Boháček a spol. (pozdější Juta), dva mlýny na pohon z Jizery zavedly výrobu elektrického proudu (1904 Otto Koliha, 1906 E. Votrubec), od roku 1905 měl Turnov veřejné elektrické osvětlení. Bylo tu několik pivovarů, pekáren, dvě továrny na piana a pianina (firmy Bonhard a Ducháček), parní pila bratří Plátků, dvě cihelny a další firmy. Výjimečné úrovně dosáhly dvě tiskárny (Jiránkova a Müllerova). Zahradnický a semenářský závod Korselt a spol. z roku 1873 později rozšířil zahradník Vojtěch Mašek.
Město zaznamenalo rozvoj bankovnictví (městská spořitelna od roku 1882), byla přestavěna radnice (1894), postavily se nové školy. Na přelomu století se stává z Turnova dopravní uzel.
Od počátku 60. let 19. století se rozvíjí kulturní a spolkový život, 1861 poprvé vystoupil pěvecký spolek, 1869 vznikl spolek na postavení divadla (1872–1874), již 1862 vznikl místní odbor Sokola. Zájem o turistiku vedl k založení okrašlovacího spolku (1881) a 1892 odbor Spolku českých turistů. K popularizaci vlastivědy přispěl redaktor Pojizerských listů, založených v roce 1886, Václav Kudrnáč. Vznikla řada dalších spolků.

### Mezi lety 1914–1945
Dvě světové války se významně zapsaly do historie města. V obou bylo ztraceno mnoho životů místních občanů, jak na bojištích, tak v rámci holocaustu nebo odbojové činnosti. 28. října 1918 byla i v Turnově ustavena výkonná moc nového státu a druhý den vytvořena i Národní garda.
V meziválečném období prožíval Turnov další ekonomický rozvoj zvláště v kamenářství a sklářství. Turnovští uspořádali vlastní Krajinskou výstavu, kde se prezentovaly firmy, ale i umělci z Turnova a okolí. V neděli 17. září 1922 přijel do Turnova president Tomáš Garrigue Masaryk. Po uvítání zástupci města na radnici a davy na náměstí, ubíral se ulicí Skálovou do odborné školy špalírem, jejž tvořily školy, Sokolové, hasiči, dělnické spolky a velké zástupy občanů, pozdravován voláním „zdar“. Automobilem navštívil Hrubou Skálu, Mariánskou skálu a Sedmihorky, neb si chtěl prohlédnout místa, kde jako profesor byl hostem v Sedmihorkách.
Vývoj města přerušila hospodářská krize 30. let. Dále se rozvíjelo školství, byla vybudována nová dívčí škola, novou budovu dostává na Výšince státní reálné gymnázium. Roku 1942 byla postavena nová městská nemocnice.
Turnov žil bohatým kulturním ruchem, významná je skupina turnovských malířů Turnovské dílo (Karel Vik, Karel Kinský), skvělou úroveň měl vlastivědný sborník Od Ještěda k Troskám. Jeho redaktor J. V. Šimák se podílel i na rozkvětu turnovského muzea.
Dne 11. března 1939 v 7 hodin se v nádražní restauraci setkal dvojitý agent Paul Thümmel pod tehdejším krycím jménem „Voral“ s plukovníkem Františkem Fryčem. Odtud cestovali do Prahy. Po cestě sdělil Paul Thümmel Františku Fryčovi plán a datum obsazení Československa. Díky této informaci byla schopna z tehdejšího Československa utéct známá Moravcova jedenáctka a odnést sebou nejdůležitější složky špionážního oddělení.
Po Mnichovu byl Turnov zaplněn uprchlíky z blízkých Sudet a 15. března 1939 bylo město obsazeno německými nacisty, jejichž vojsko se usídlilo i ve zdejších kasárnách. Řada turnovských se zapojila do zahraničního odboje, jiní pracovali ilegálně doma. Krutě na to doplatila na konci války skupina místních horolezců (Josef Smítka). Místní posádku se za povstání podařilo odzbrojit bez boje a 10. května 1945 vjela do města sovětská armáda.

### Období vlády KSČ
Další vývoj města úzce souvisel s událostmi na politické scéně mezi lety 1945–1948. Došlo k postupnému zestátňování větších i menších firem, jen některé menší provozovny a živnosti byly združstevněny. Ti, kteří se postavili na odpor, byli různým způsobem trestáni a perzekvováni. Výraznou administrativní ránu dostal Turnov roku 1960, kdy se ocitl na rozhraní tří krajů a ztratil statut okresního města.
Zároveň zde vznikly nové firmy (družstvo na výrobu šperků Granát, produkce technických kamenů – Turnovské brusírny, pozdější Dias, strojírenský závod Sklářské strojírny a slévárny, nynější Sklostroj), byly modernizovány firmy staré, novou budovu získala Dioptra (1968–1972). Roku 1956 byl z Jablonce nad Nisou přemístěn do Turnova závod Šroubárna, v šedesátých letech vyrostl podnik Monokrystaly, ústav pro výzkum, výrobu a využití monokrystalů.
Rok 1968 znamenal naděje na demokratizaci života, které byly zmařeny vpádem vojsk státu Varšavské smlouvy. Turnov byl obsazen zprvu polskými, později sovětskými vojsky, která z Turnova vytvořila jednu ze základen pro možný útok proti Západu (raketový areál na Vesecku). Tragédie z 5. května 1983, kdy na této základně došlo k výbuchu, dosud nebyla spolehlivě vysvětlena.

### Po listopadu 1989

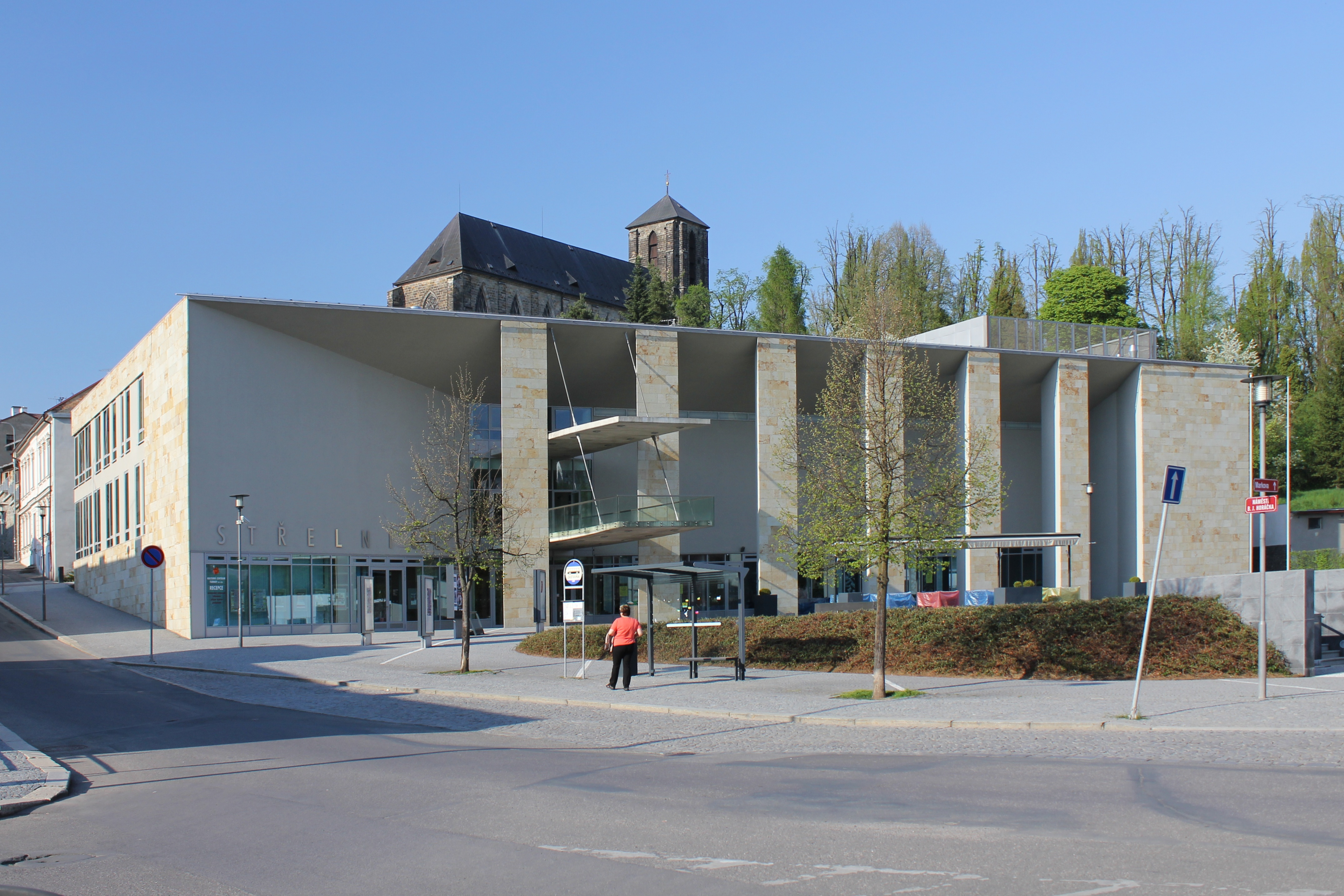
Kulturní centrum Střelnice

Revoluční vlna konce osmdesátých let 20. století zasáhla významně i Turnov. Demokratické volby přivedly do řízení města široké spektrum politických sil, které přes všechny své názorové střety dokázaly v čele se starosty Václavem Šolcem a Milanem Hejdukem udělat pro rozvoj města kus práce. Bylo restaurováno a nově pojmenováno náměstí Českého ráje, kam byla znovu postavena kašna, zkrášlily se omítky na hlavních ulicích, vyrostly nové obchody, přebudovává se kanalizační síť. Budovy kasáren opuštěné sovětskou posádkou byly adaptovány na dvě školy (3. základní a Obchodní akademii) a kino. Roku 2006 bylo přistoupeno k budování nového kulturního centra Střelnice a k přeměně Nádražní ulice v promenádní bulvár.
Po zrušení okresních úřadů k 31. prosinci 2002 se Turnov stal obcí s rozšířenou působností pro správní obvod, který zahrnuje 37 obcí: západní třetinu okresu Semily (21 obcí), jižní část okresu Liberec (třináct obcí) a jižní část okresu Jablonec nad Nisou (tři obce). Status města má v tomto správním obvodu kromě Turnova ještě Rovensko pod Troskami.

## Přírodní poměry

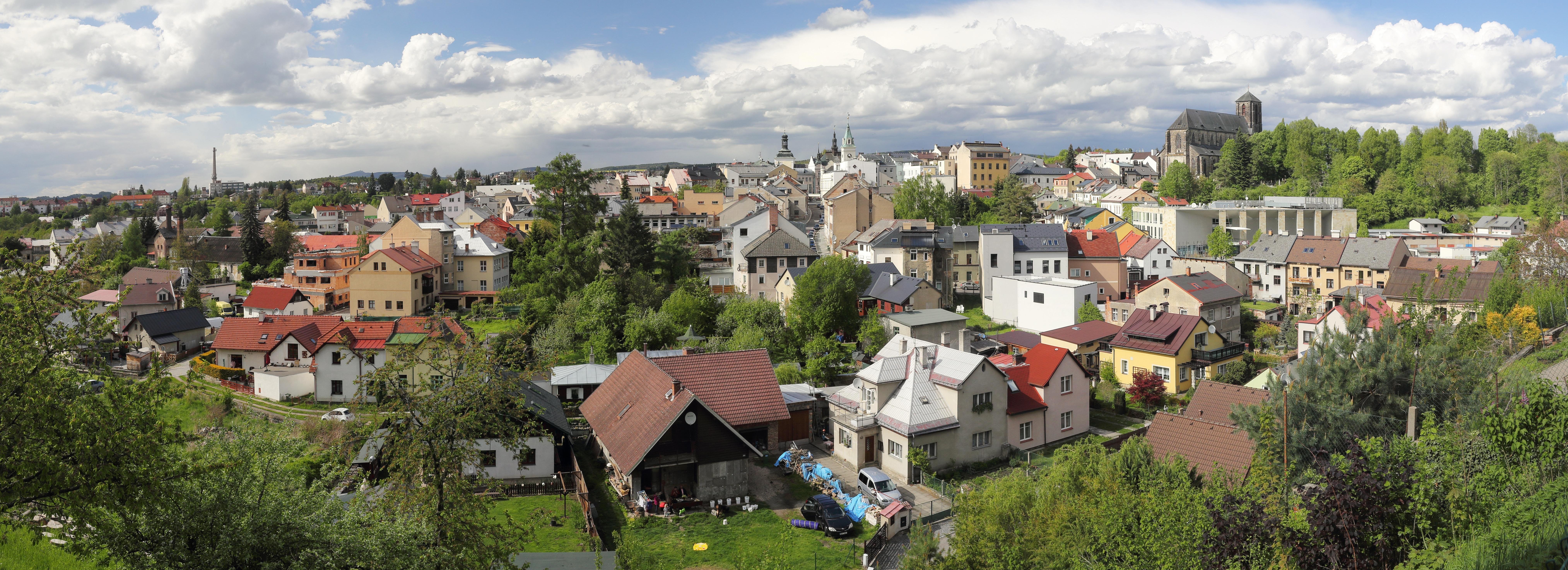
Východní část města

Turnov se rozkládá jihozápadně od rozhraní dvou geologicko-geografických celků Českého masívu. Od severu jeho katastr vybíhá téměř až do Ještědsko-kozákovského hřbetu, jímž si řeka Jizera prodírá cestu od Železného Brodu a Malé Skály úzkým údolím, na jehož dně na pravém břehu leží části Loužek a Dolánky u Turnova. V Dolánkách ústí do Jizery zprava Vazovecký potok. Vazovecký potok odděluje od Jizery vyvýšenina s osadami Kobylka a Bukovina, strmě spadající k Jizeře. Les Na hranicích u Bukoviny je rezervací, kde je chráněna především přeslička obrovská.
Západní část města se zprvu strmě zvedá nad Jizeru (Daliměřice, Hrubý Rohozec) a Vazovecký potok (Malý Rohozec, Mokřiny), pak už jako plošina přerušená jen mělčím údolím Odolenovického potoka, klesá k Jizeře u Nudvojovic. Tato část je přechodem k Ralské pahorkatině, která již morfologicky přísluší České křídové tabuli. Nejjižněji se přimyká k Turnovu Mnichovohradišťská kotlina.
Zvlněný terén probíhá i východně od toku Jizery směrem k obcím Mírová pod Kozákovem a Karlovice. Levostrannými přítoky Jizery jsou tu potoky Stebenka a Libuňka. Na svažitém terénu v klínu tvořeném Jizerou a Stebenkou leží vlastní historické i obchodní centrum města. Nad oba toky se terén zvedá až nad kostel na Hruštici a k osadě Károvsko. Jižně od Stebenky se zvedá reliéf k obytné zástavbě na Durychově, na Kamenci a Vrchhůře, k východu a k Libuňce klesá zvolna, tvořen plochami orné půdy (původně panské statky Kyselovsko a Valdštejnsko).
Údolí Libuňky, tzv. Libuňská brázda, je severní hranicí České křídové tabule. Nad ním k jihu se reliéf opět mírně zvyšuje (části Kadeřavec, Mašov a Pelešany) a Turnov zde zasahuje do zalesněné oblasti údolí a pískovcových skal. Morfologicky sem takto zasahuje Jičínská pahorkatina. Výhled na město odtud skýtá skalní vyhlídka Hlavatice.

## Obyvatelstvo
| Rok            | 1869  | 1880  | 1890  | 1900  | 1910  | 1921  | 1930  | 1950  | 1961  | 1970   | 1980   | 1991   | 2001   | 2011   | 2021   |
| -------------- | ----- | ----- | ----- | ----- | ----- | ----- | ----- | ----- | ----- | ------ | ------ | ------ | ------ | ------ | ------ |
| Počet obyvatel | 4 710 | 5 179 | 6 271 | 6 608 | 7 328 | 7 202 | 8 593 | 8 912 | 9 749 | 10 915 | 11 412 | 11 446 | 11 509 | 11 509 | 11 261 |
| Počet domů     | 469   | 492   | 516   | 549   | 640   | 710   | 1 014 | 1 291 | 1 705 | 1 427  | 1 542  | 1 727  | 1 799  | 1 964  | 1 964  |

Věková struktura obyvatel roku 2011
Rodinný stav obyvatel roku 2011
Vzdělání obyvatel roku 2011

## Obecní správa
Katastrální území Turnov:
- Turnov, včetně bývalé místní části Nudvojovice, připojené v 70. letech 20. století. K evidenční části Turnov je na jihovýchodní straně připojena východní část katastrálního území Mašov u Turnova, s osadami Kyselovsko, Valdštejnsko a Nová Ves (Turnov). Katastrální území je rozděleno na základní sídelní jednotky Turnov-střed, Hruštice, Výšinka, Pod Výšinkou, Nudvojovice, Za nádražím, U Jizery, U nádraží a Ohrazenice.

Katastrální území Mašov u Turnova (v jižní části města):
- Mašov, v západní části katastrálního území, Mašov má též drobnou exklávu uvnitř území Pelešan (čp. 148 a 222). K evidenční části Mašov patří kromě základní sídelní jednotky Mašov též ZSJ Kadeřavec díl 2, kterou tvoří lokality Kalužník a Nad Hájkem.
- Pelešany, ve střední části katastrálního území. Evidenční část tvoří základní sídelní jednotky Pelešany díl 1, Kyselov díl 1, Rovinka a Skalní město.
- Kadeřavec, jihozápadní výběžek katastrálního území. Evidenční část je tvořena základní sídelní jednotkou Kadeřavec díl 1.
- ZSJ Kyselov díl 3, část evidenční části Turnov (dvory Kyselovsko, Valdštejnsko a Nová Ves) ve východní části katastrálního území

Katastrální území Daliměřice se nachází severně od centra města:
- Daliměřice, jsou místní částí Hrubý Rohozec rozděleny na dvě části, v západní exklávě se nacházejí čp. 51, 111 a 157 a klín ostrova v odbočení Malé Jizery z Jizery na Doláneckém jezu a včetně části Dolánecké lávky. Část Daliměřice zahrnuje též základní sídelní jednotku Průmyslová zóna Vesecko.
- Hrubý Rohozec, jako základní sídelní jednotka označené názvem Daliměřice díl 2, v západní části katastrálního území. Zahrnuje především komplex zámeckého areálu Hrubý Rohozec, ale též zahrádkářskou osadu a pod svahem část nivy Jizery na obou březích s železniční tratí. Drobná obdélníková exkláva Hrubého Rohozce bez domovních čísel se nachází v areálu šroubárny u Bezručovy ulice a zahrnuje dvojici hal.

Katastrální území Malý Rohozec se nachází severně od Daliměřic:
- Malý Rohozec, zahrnuje lokalitu Kolonie, tedy zástavbu podél ulice od Turnova, a komplex zámku a pivovaru Malý Rohozec.
- Vazovec, úzký pás území v údolí Vazoveckého potoka při východním okraji katastrálního území, zahrnuje lokalitu Metelka. Jako základní sídelní jednotka je území označeno názvem Malý Rohozec díl 2.
- Mokřiny, severozápadně od Malého Rohozce

Katastrální území Bukovina u Turnova, vnitřek ohybu Jizery severovýchodně od Turnova:
- Bukovina, vesnice na ostrohu včetně vrcholu Na Chocholce a svahů ostrohu. Bukovina má dvě malé exklávy: dům č.ev. 136 na hranici Dolánek a Kobylky a pak nezastavěnou parcelu 459/2 v Dolánkách nedaleko lávky.
- Kobylka, na hřebeni západně od Bukoviny, jako základní sídelní jednotka označené Dolánky u Turnova díl 2
- Dolánky u Turnova, na jižním úpatí hřebene, u Doláneckého jezu a lávky
- Loužek, v nivě v ohybu Jizery, nejvýchodnější část

## Průmysl

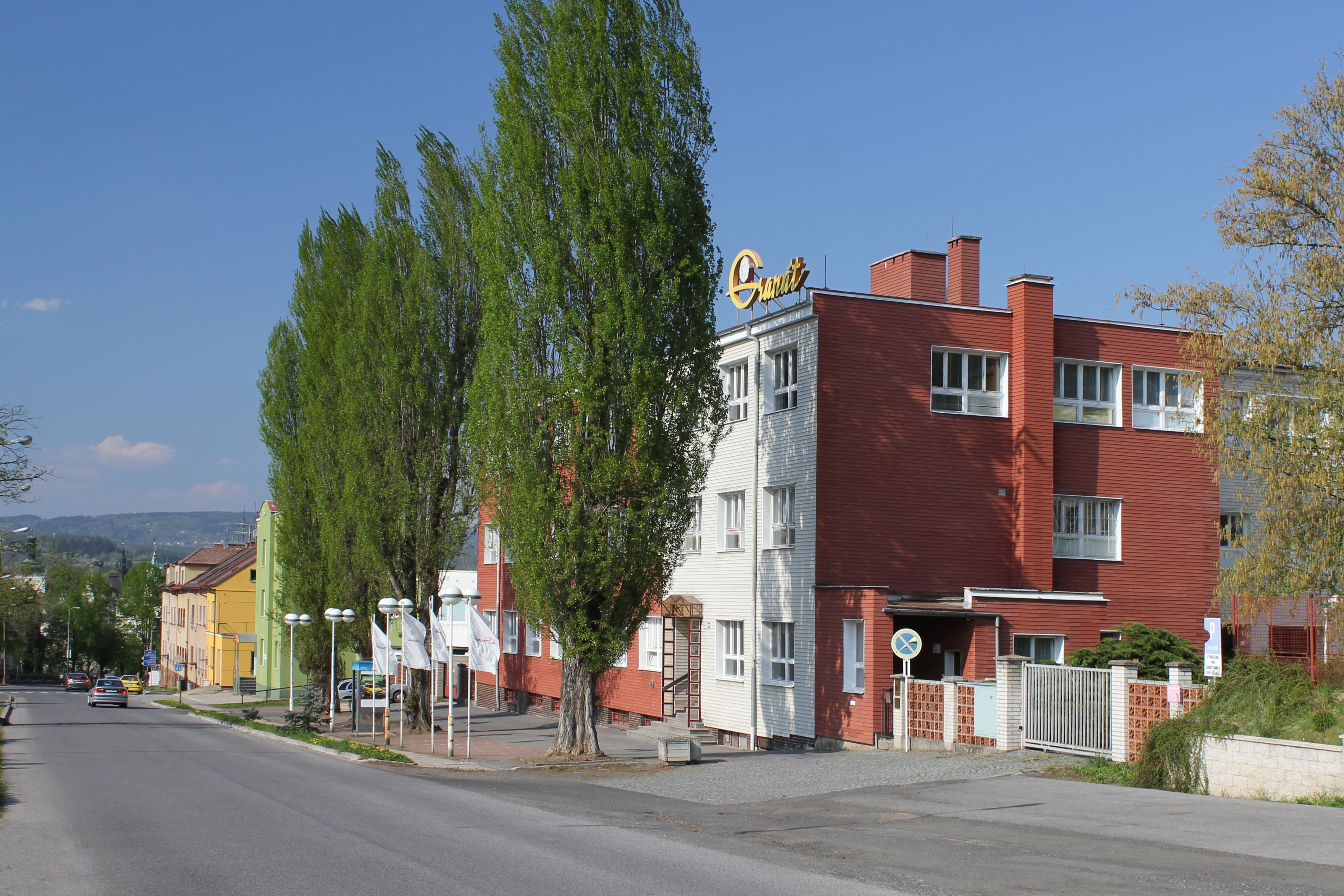
Budova družstva Granát Turnov

Turnov má průmyslovou tradici sahající do první poloviny 19. století, kdy se zde rozvíjí brusičství drahých kamenů. Postupně zde vznikají firmy z různých průmyslových odvětví, z nichž žádné není převažující. Nejvýznamnější současné výrobní firmy jsou:
- Kamax – výrobce vysokopevnostních šroubů pro automobilový průmysl
- Keri – výrobce strojních přípravků
- AGBA – výroba autolékárniček, koberců pro automobily, sady povinné výbavy a další díly pro automotive
- Sklostroj – výroba sklářských strojů a zařízení pro sklářský průmysl
- Komerční slévárna šedé a tvárné litiny Turnov – litinové odlitky
- Preciosa – dříve Brusírny kamenů a Monokrystaly
- CRYTUR – dříve Monokrystaly, výroba scintilačních detektorů, monokrystalů
- Dias – průmyslové využití minerálů, obráběcí diamantové nástroje (Dias = diamanty a safíry)
- Dioptra – výroba skleněných a plastových brýlí a čoček
- Šroubárna – výroba spojovacího materiálu
- SFS intec – výroba šroubů
- Ontex – výroba intimního hygienického zboží
- Grupo Antolin – výroba komponent pro automobilový průmysl
- JUTA Turnov – výroba technických tkanin
- Granát Turnov – výroba šperků z drahých kamenů a kovů
- TREVOS – výroba průmyslových svítidel (v areálu dvora Valdštejnsko)
- Helioplast – výroba rámů oken z plastových profilů
- Pivovar Malý Rohozec
- Polpur – výroba nástrojů na opracování skla a skleněné bižuterie
- Josef Plátek – pila Turnov
- RESIM – průmyslová automatizace
- UNIPRESS – tiskárna

## Doprava

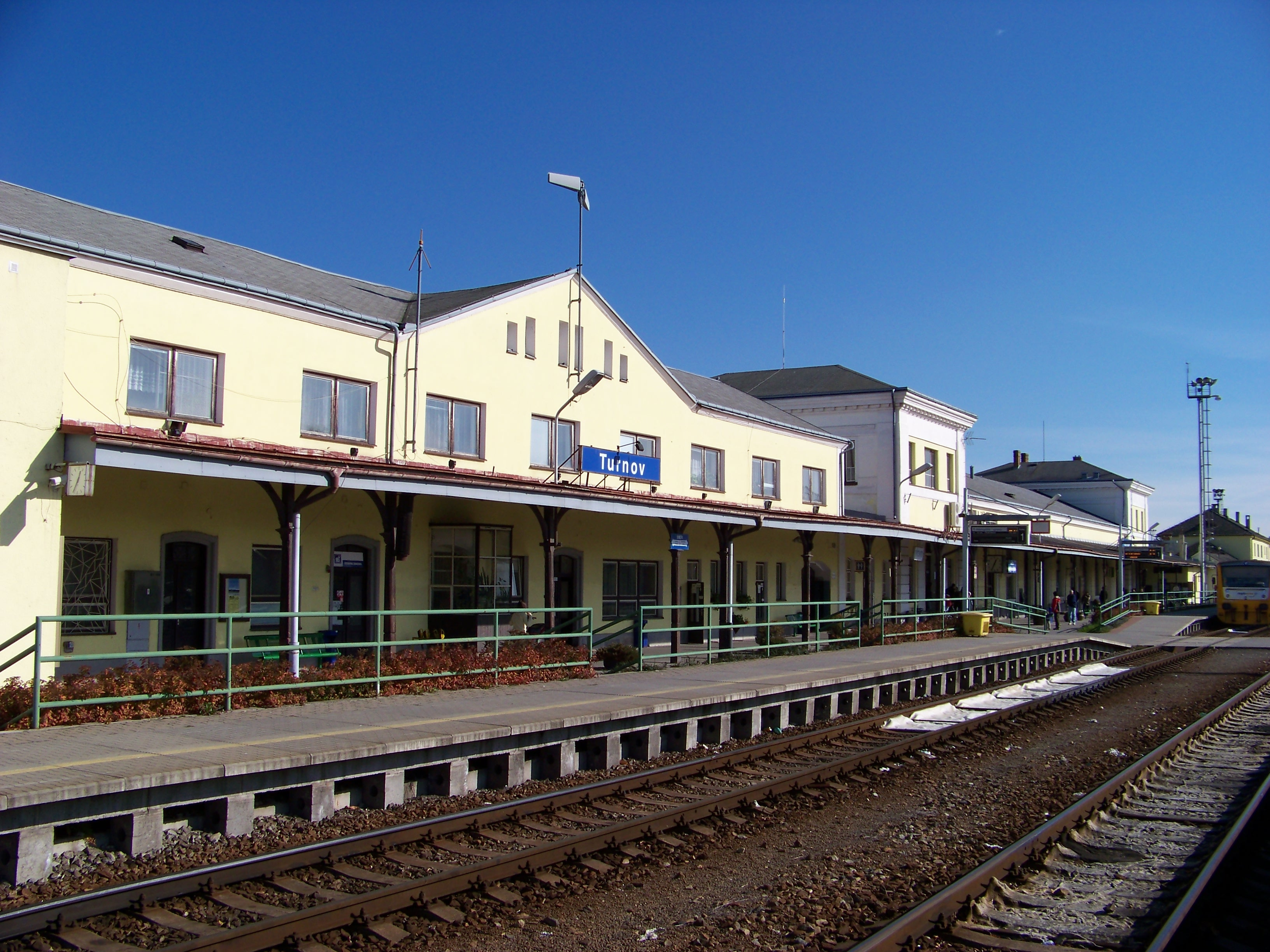
Železniční stanice Turnov

Turnov je důležitý silniční i železniční dopravní uzel. Kříží se zde dálnice D10 směrem na Prahu a silnice I/35 vedoucí směrem na Liberec. Liberecký kraj v budoucnu uvažuje o pokračování dálnice D35 směrem na Hradec Králové (v současnosti silnice první třídy I/35), a to i proti vůli značného počtu obyvatel Turnova a dotčených obcí.[zdroj?]
Železniční stanice Turnov patří mezi jeden z hlavních železničních uzlů Libereckého kraje. Městem prochází železniční trať 030 Pardubice–Liberec a končí zde tratě 041 Hradec Králové–Turnov a 070 Praha-Vysočany – Turnov.
V Turnově je provozovna BusLine, autobusové nádraží v dolní části města a autobusový terminál u vlakového nádraží Turnov. Městská autobusová doprava v Turnově je tvořena čtyřmi linkami (301, 302, 310 a 311)

## Společnost

### Školství

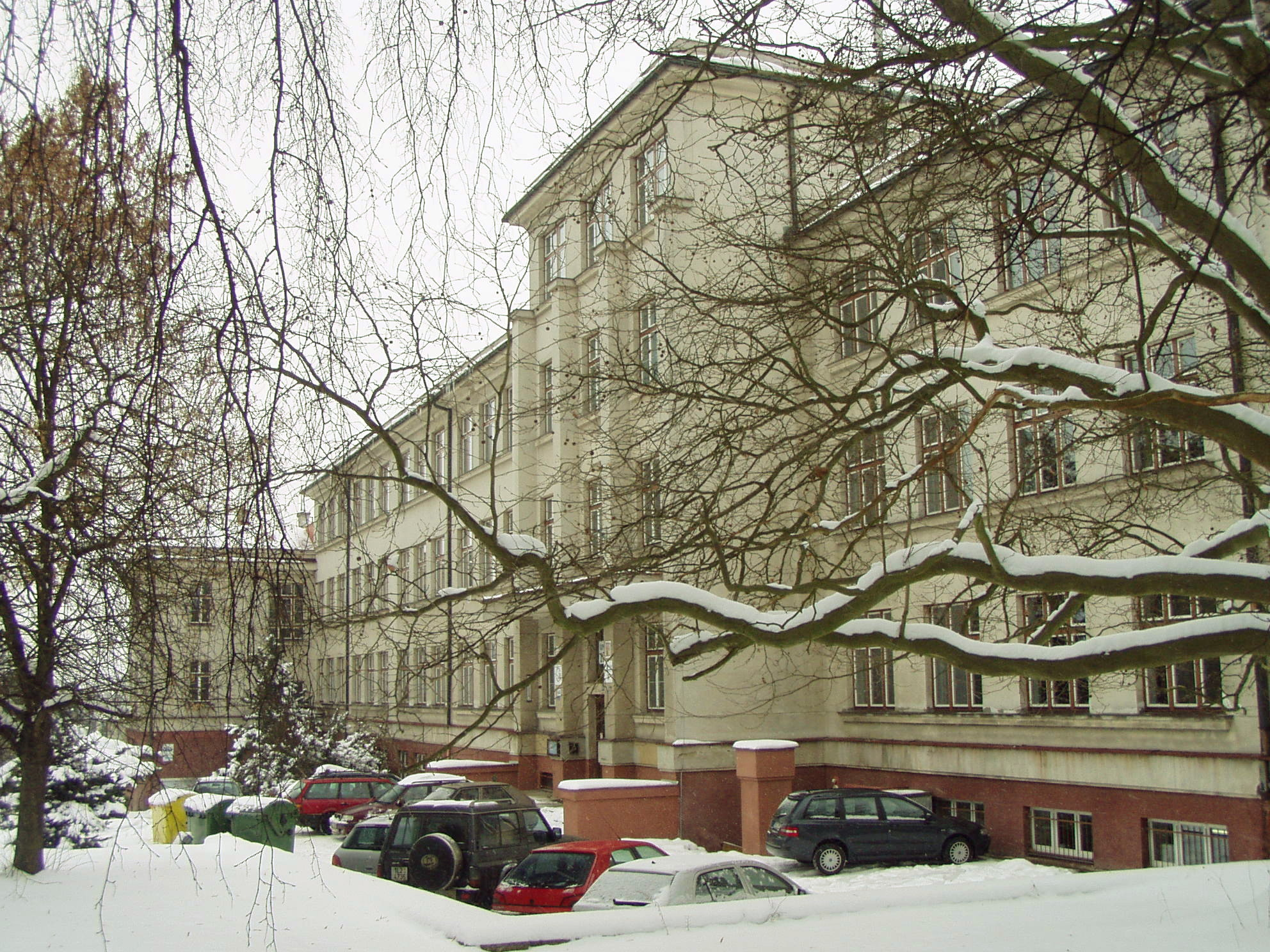
Gymnázium Turnov

Mateřské školy:
- MŠ 28. října 757
- MŠ Alešova 1140 - Dřevěnka
- MŠ Bezručova 590 - Zámeček
- MŠ J. Palacha 1931 - Výšinka
- MŠ Zborovská 914 - Zelenka
- MŠ Sluníčko (ul. Kosmonautů)
- MŠ Mašov
- WMŠ Waldorfská
- (odkaz na web/)

Základní školy:
- ZŠ Skálova
- ZŠ 28. října
- ZŠ Žižkova
- ZŠ Mašov
- ZŠ Zborovská

Střední školy:
- Gymnázium Turnov
- Střední uměleckoprůmyslová škola a Vyšší odborná škola v Turnově
- Obchodní akademie, Hotelová škola a Střední odborná škola
- Střední zdravotnická škola

### Sport
V Turnově je velký rozmach sportu. Na památku Ludvíka Daňka, který právě zde překonal světový rekord v hodu diskem, se každoročně na turnovském stadiónu Ludvíka Daňka uspořádává atletické klání: Memoriál Ludvíka Daňka.
V Turnově se nerozvíjí jen atletika, ale také mnoho dalších sportů: je zde fotbalový klub FK Turnov, hokejový klub HC Turnov 1931, jsou zde kluby florbalové, basketbalové, ale i airsoftové, nebo TSC Judo Turnov  a Klub lyžařů Turnov,

## Pamětihodnosti

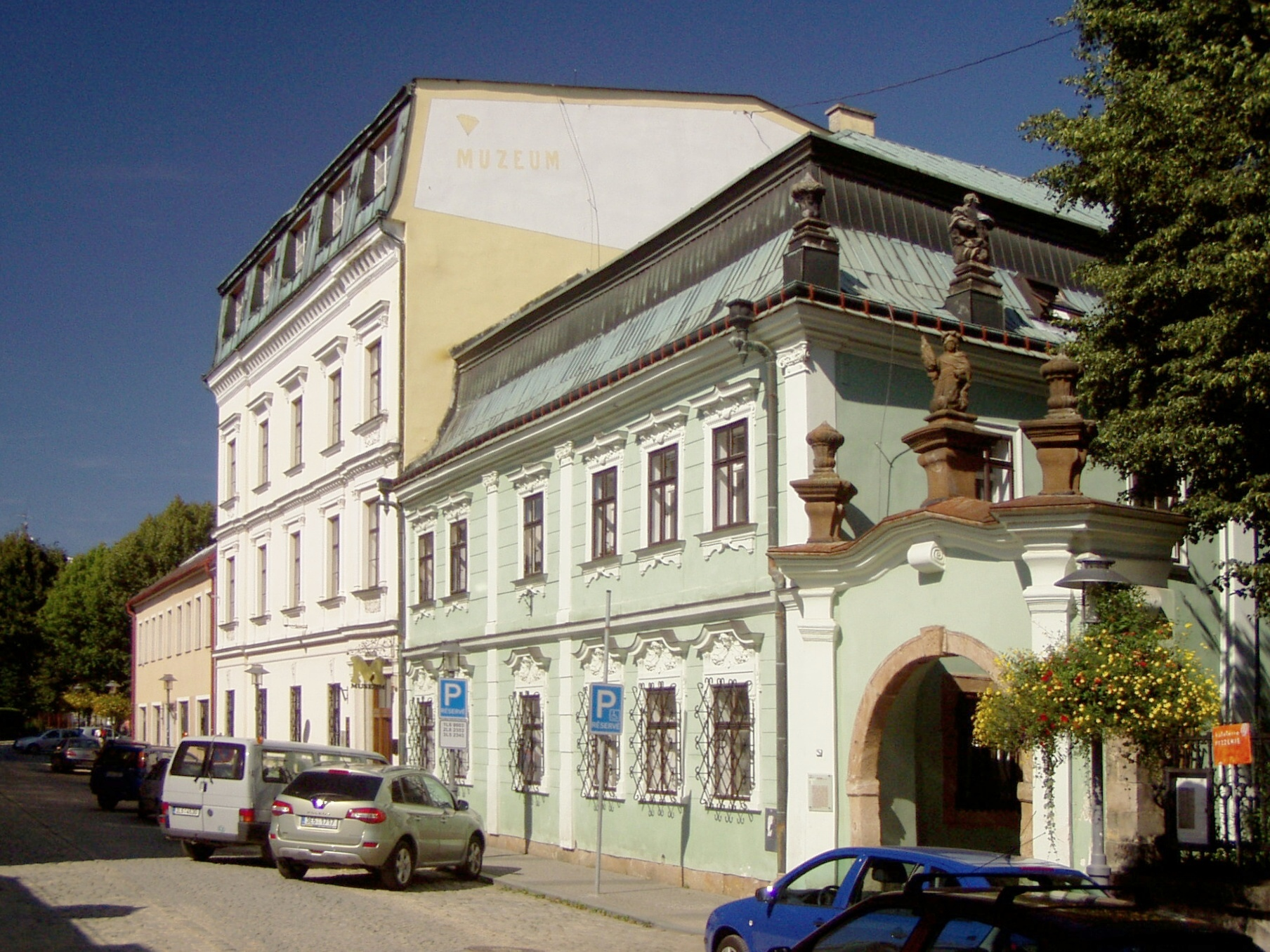
Muzeum Českého ráje

- Původně pozdně gotická radnice z roku 1526 byla přestavěná pozdně renesančně roku 1620 a novorenesančně roku 1894.
- Gotický děkanský kostel svatého Mikuláše z poloviny 14. století, po požáru přestavěn barokně 1722, barokní fara z roku 1708.
- Bývalý klášterní kostel svatého Františka z Assisi na náměstí je barokní stavba z let 1651–1657, empírově upravená roku 1822, bývalý barokní Františkánský klášter v Turnově vystavěl roku 1707 M. Raimondi, dnes je účelově využit (pošta, zahradnictví).
- Novogotický kostel Narození Panny Marie, mohutná trojlodní bazilika s bočními kaplemi, věží ve třech patrech a prostornou chrámovou lodí patří k prvním architekturám tohoto druhu v Čechách (z let 1838–1853) a je nejvýraznější budovou v siluetě města. Je jedním z největších neogotických kostelů v Evropě.[12] Původně gotický z poloviny 14. století, v letech 1550–1620 chrám českých bratří, v polovině 18. století zbořený.
- Muzeum Českého ráje má sbírky geologické, mineralogické, expozici drahých kamenů, sbírky historické a etnografické, obraz Pobití Sasíků pod Hrubou Skálou (8,5 × 10 metru) namalované dle návrhu i za účasti Mikoláše Alše.
- Městské divadlo – ve své době třetí kamenné divadlo v Čechách.
- Střední uměleckoprůmyslová škola a Vyšší odborná škola v Turnově Jedna z nejstarších uměleckých škol. Nabízí prohlídky po škole, dílnách, expozicích uměleckých řemesel, šperku, kovářství a restaurátorství.
- Dlaskův statek v Dolánkách, součást expozice Muzea Českého ráje, význačná stavba lidové architektury z roku 1716; patřila písmáku Josefu Dlaskovi, dnes je zde expozice vesnického obydlí a zemědělského a řemeslného nářadí.
- Nudvojovice – původně románský kostelík svatého Jana Křtitele z počátku 13. století byl přestavěn goticky, upraven 1894 a znovu 2005, hradiště z mladší doby kamenné a lidu popelnicových polí.
- Na hranicích – přírodní rezervace o rozloze 3,8 ha, svahová bučina nad řekou Jizerou v části Bukovina, hajní květena, naleziště přesličky obrovské.
- Hrubý Rohozec – zámek, původně hrad při silnici na Železný Brod, přestavěn pozdně goticky a později novorenesanční, bohaté vnitřní zařízení, sbírky barokního a empírového nábytku. Před zámkem stojí dvě staleté lípy.
- Valdštejn – zříceniny hradu z konce 13. století, zpustl v 16. století, v 19. století byla část novogoticky restaurována. Vedle hradu kostelík svatého Jana Nepomuckého z roku 1722, obraz svatého Jana Křtitele v kapličce na prvním nádvoří od Františka Maška z roku 1836 je údajnou podobiznou Karla Hynka Máchy. Na Valdštejně složil Josef Bohuslav Foerster oratorium Svatý Václav a Pátou symfonii, Vít Nejedlý byl zde inspirován k Valdštejnské suitě.
- Turnovská synagoga – jedna z nejstarších dochovaných v Česku, která pochází z roku 1719. V pořadí je čtvrtá v Turnově vystavěná, avšak předchozí tři byly postaveny ze dřeva a podlehly požárům. Synagoga byla zrekonstruována za pomocí Norska a otevřena v roce 2008, kdy regulérní návštěvnická sezóna začala v roce 2009.
- Hvězdárna
- Městská knihovna Antonína Marka – turnovská knihovna Antonína Marka (hlavní budova), jejímž zřizovatelem je město Turnov, se nachází blízko centra města a má celkem čtyři pobočky. Byla založena v roce 1820 římskokatolickým knězem, básníkem a jazykovědcem Antonínem Markem. Knihovna nabízí velký výběr beletrie i naučné literatury (přes 40 tisíc knihovních jednotek), periodik, audiovizuálních knížek a společenských her. V roce 2018 bylo zaregistrováno 2 113 čtenářů a vypůjčeno bylo celkem 73 415 titulů.[13] Jsou zde pořádány početné kulturní akce pro školky, školy a veřejnost. Knihovna spolupracuje i s penziony a pečovatelskými domy (je organizátorem přednášek v rámci projektu Aktivně proti stáří a Klubu aktivních seniorů) a také pro seniory zajišťuje chod Virtuální Univerzity třetího věku. Mezi tradiční akce knihovny patří např. Noc s Andersenem, pořady výchovy ke čtenářství – Klub Matýsek, literárně dramatický kroužek – Turnovský Granátek, pravidelné kulturní besedy Večery Na Sboře nebo Spisovatelé na nádraží (nejnovější pobočka knihovny se nachází zcela ojediněle na vlakovém nádraží). V rámci Informačního centra pro mládež, které je nedílnou součástí knihovny, se konají Cestovatelské čtvrtky, tvůrčí dílny a mnohé další akce.[14]

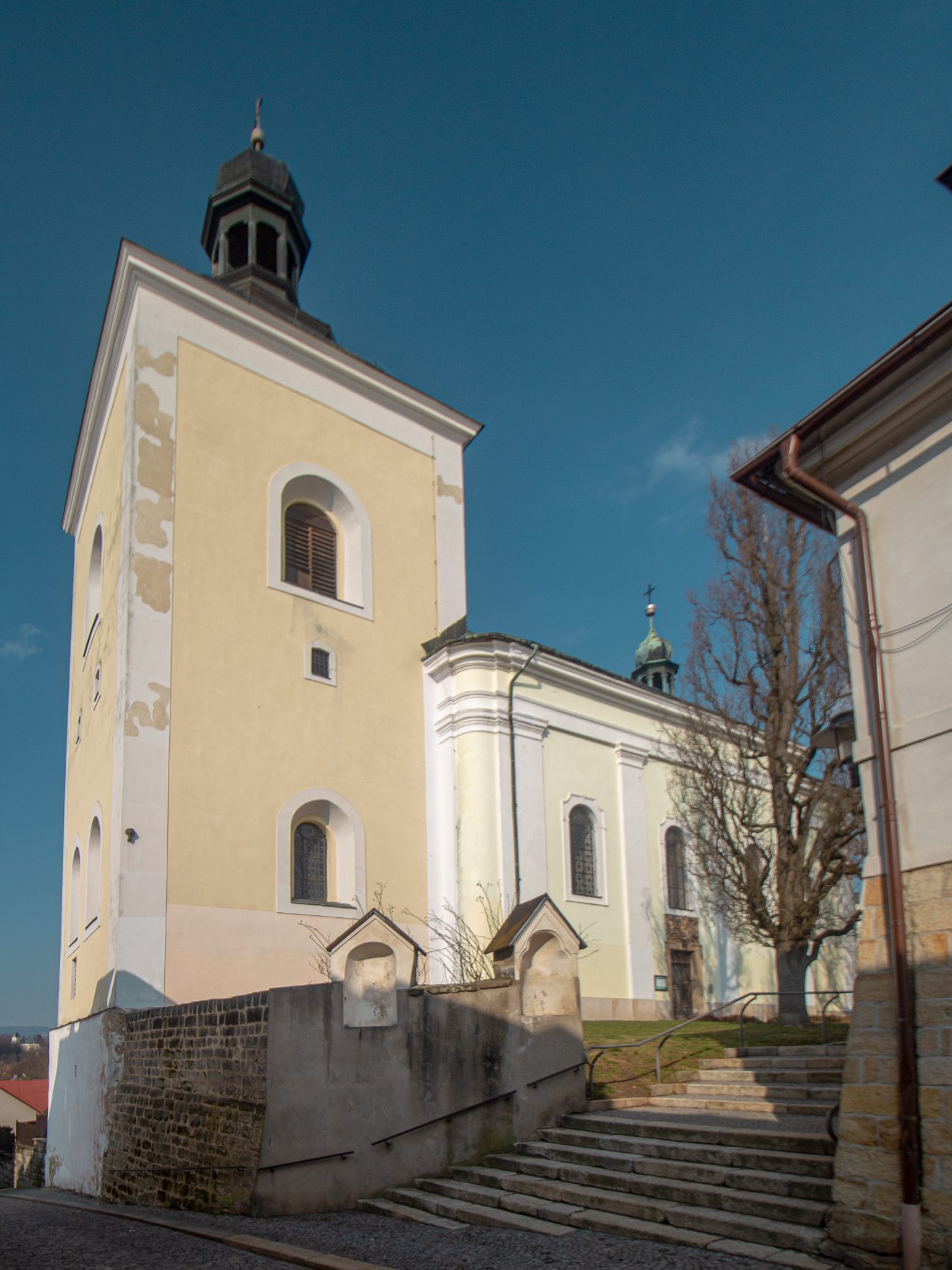
Kostel svatého Mikuláše
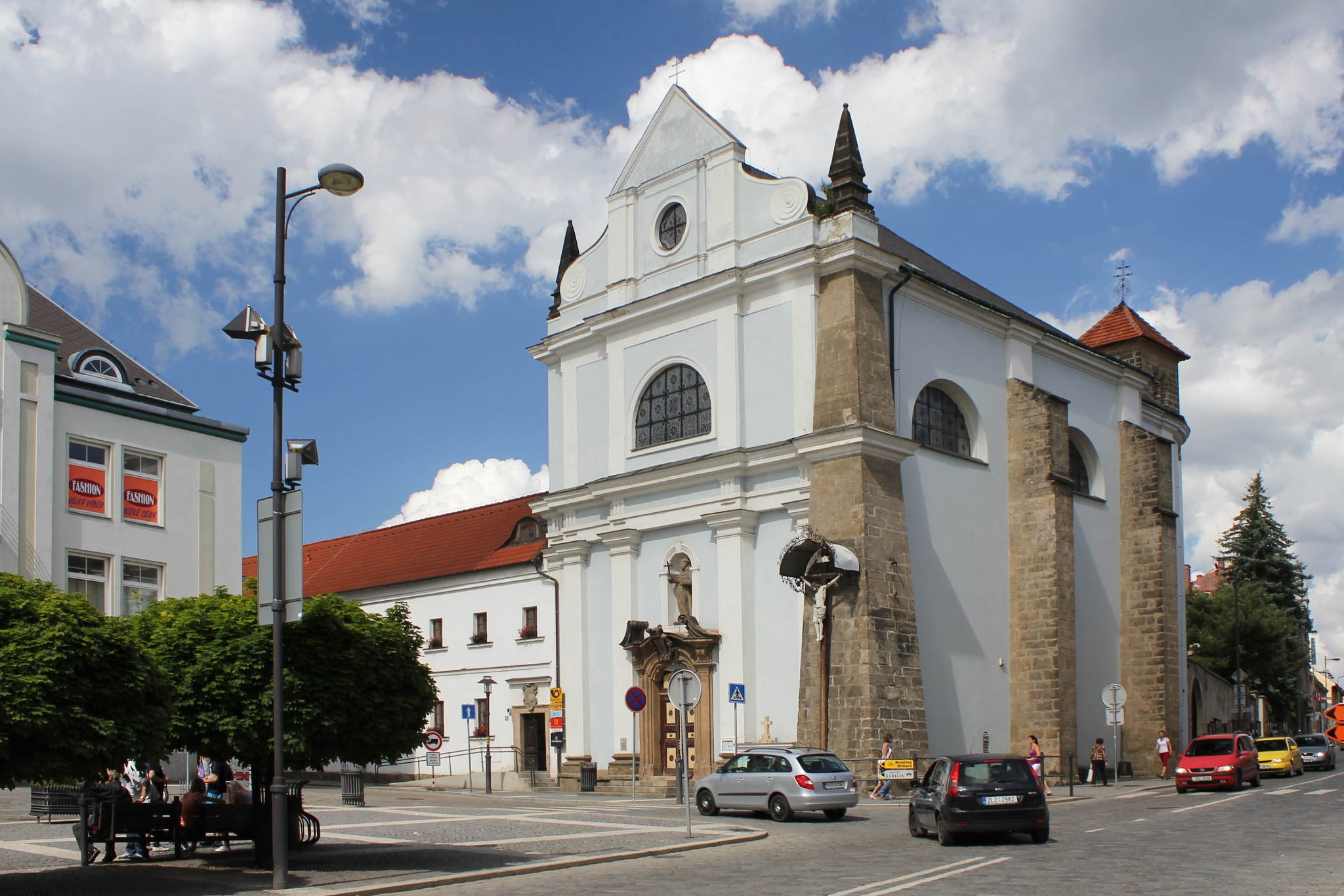
Kostel svatého Františka při františkánském klášteře
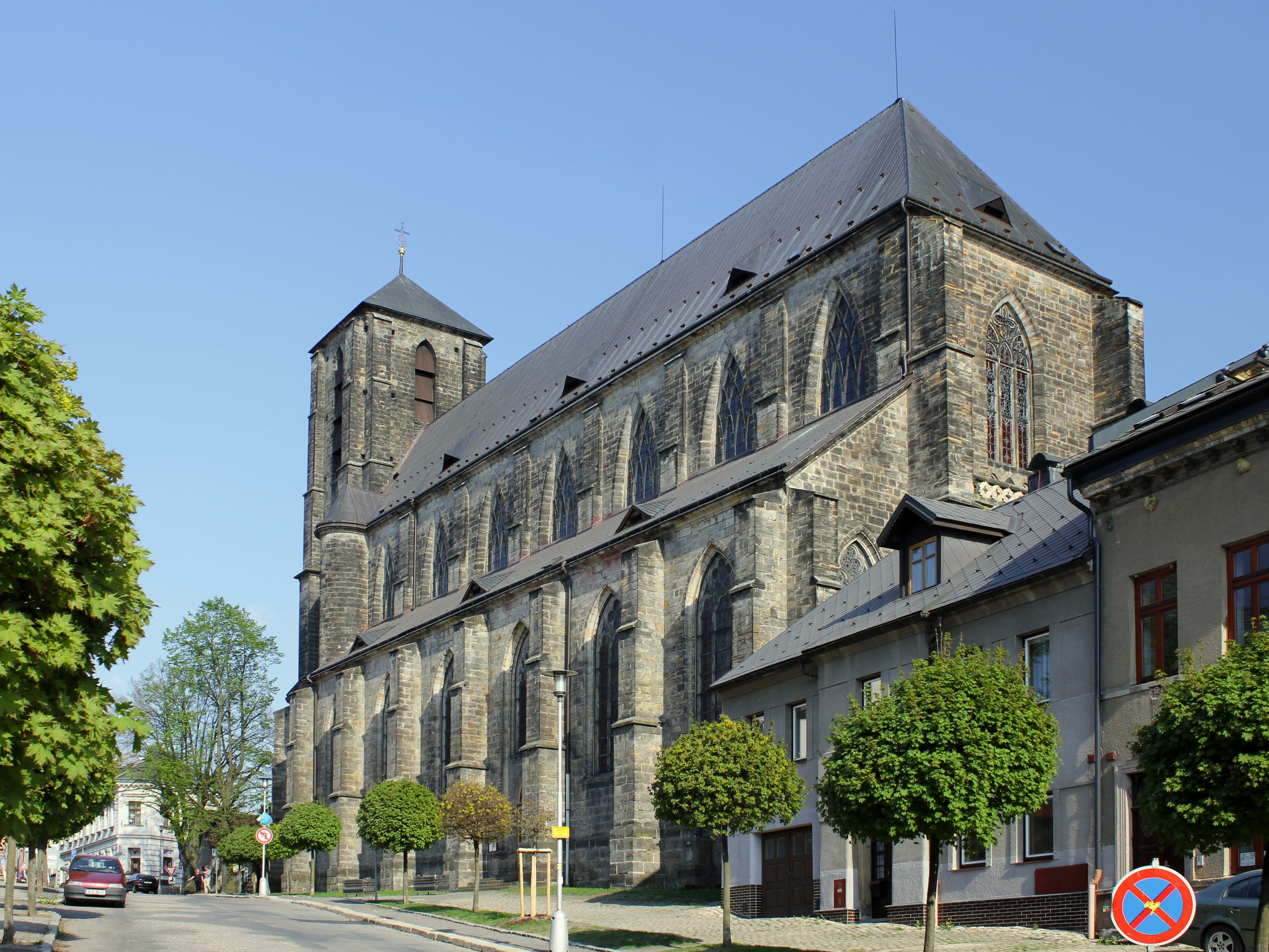
Kostel Narození Panny Marie
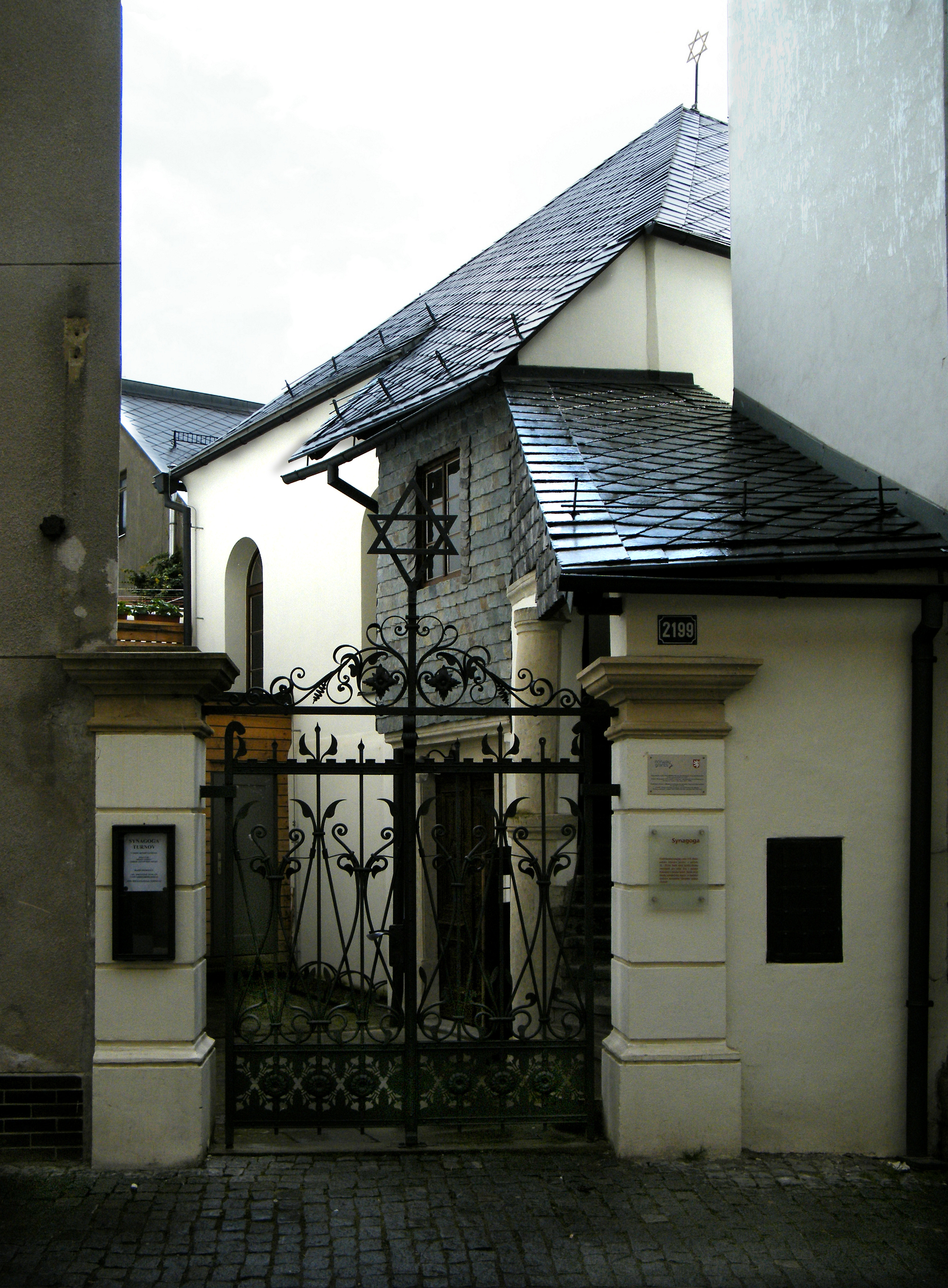
Synagoga
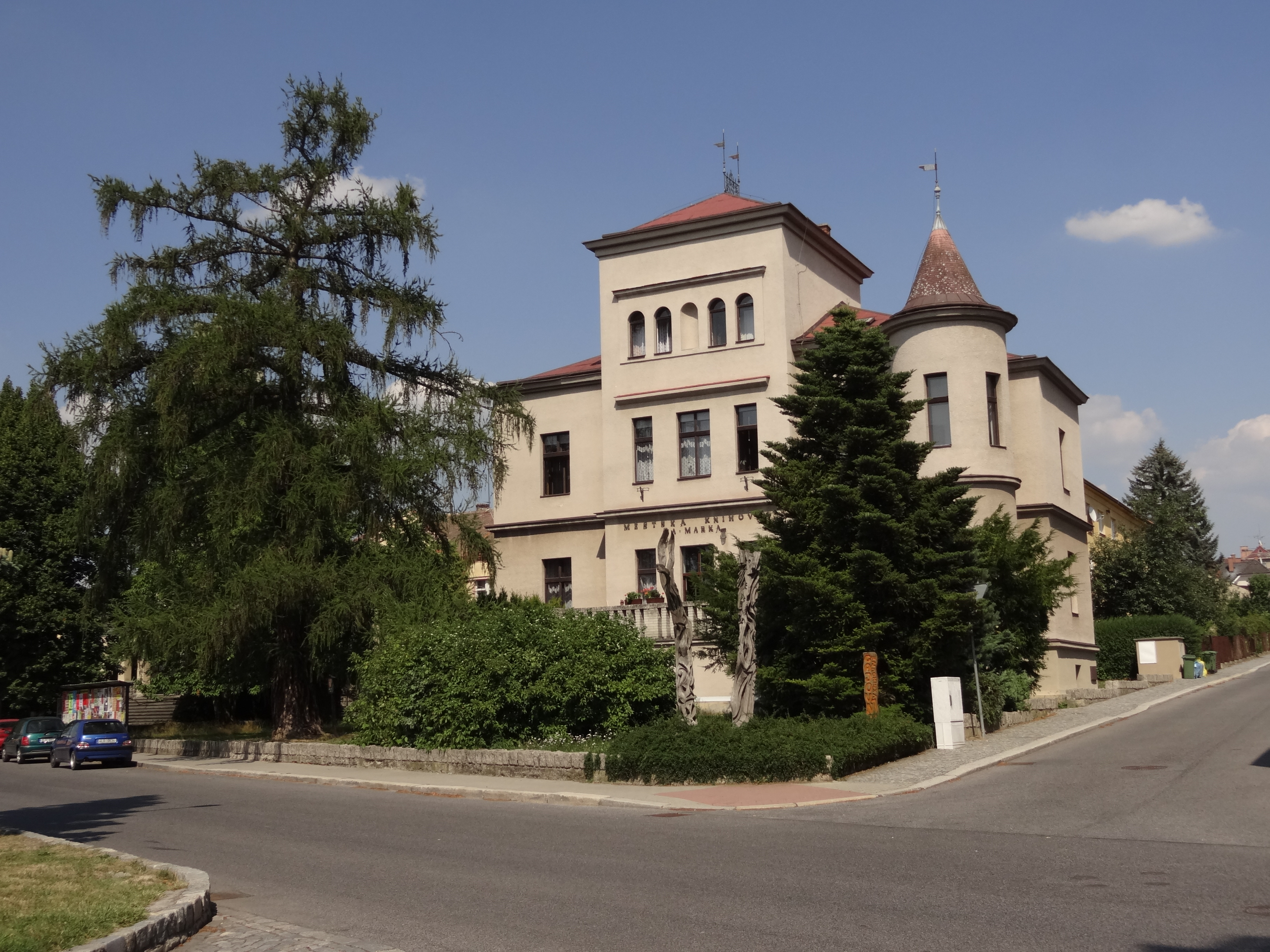
Městská knihovna Antonína Marka

## Osobnosti
Mezi významné rodáky a obyvatele Turnova patří například historik Josef Pekař, filosof Jan Patočka nebo čeští buditelé Antonín Marek a Václav Fortunát Durych. S městem jsou spojena i jména zlatníků, umělců nebo horolezců (Josef Rakoncaj). Jako další známou osobnost můžeme uvést i Václava Knopa, herce a režiséra.

## Partnerská města
- Alvesta, Švédsko
- Idar-Oberstein, Německo
- Jawor, Polsko
- Keszthely, Maďarsko
- Murska Sobota, Slovinsko
- Niesky, Německo

Turnov je dále spřátelen s městem Zacatepec v Mexiku.